# Champcueil
Champcueil – miejscowość i gmina we Francji, w regionie Île-de-France, w departamencie Essonne.
Według danych na rok 1990 gminę zamieszkiwało 2586 osób, a gęstość zaludnienia wynosiła 158 osób/km² (wśród 1287 gmin regionu Île-de-France Champcueil plasuje się na 430. miejscu pod względem liczby ludności, natomiast pod względem powierzchni na miejscu 140.).